# Wälder zwischen Iburg und Aschenhütte
Wälder zwischen Iburg und Aschenhütte este o arie protejată (arie specială de conservare — SAC, sit de importanță comunitară — SCI) din Germania întinsă pe o suprafață de 181,56 ha, integral pe uscat.

## Localizare
Centrul sitului Wälder zwischen Iburg und Aschenhütte este situat la coordonatele 51°43′26″N 8°59′49″E / 51.7239°N 8.9969°E.

## Înființare
Situl Wälder zwischen Iburg und Aschenhütte a fost declarat sit de importanță comunitară în martie 2001 pentru a proteja un număr necunoscut de specii din flora spontană și fauna sălbatică aflate în arealul zonei. Situl a fost protejat și ca arie specială de conservare în decembrie 2003.

## Biodiversitate
Situată în ecoregiunea continentală, aria protejată conține 2 habitate naturale: Izvoare petrifiante cu formare de travertin (Cratoneurion), Păduri de fag Asperulo-Fagetum.
La baza desemnării sitului se află un număr nedeclarat de specii protejate.